# Wallace (Carolina del Nord)
Wallace è una città degli Stati Uniti d'America situata nella Carolina del Nord, nella Contea di Duplin.